# Gilbert Gray
Gilbert Gray (Ruston, 1 de junio de 1902-Nueva Orleans, 27 de julio de 1981) fue un deportista estadounidense que compitió en vela en la clase Star.
Participó en los Juegos Olímpicos de Los Ángeles 1932, obteniendo una medalla de oro en la clase Star. Ganó dos medallas en el Campeonato Mundial de Star, oro en 1928 y plata en 1929.

## Palmarés internacional
| Juegos Olímpicos   | Juegos Olímpicos               | Juegos Olímpicos | Juegos Olímpicos |
| Año                | Lugar                          | Medalla          | Clase            |
| ------------------ | ------------------------------ | ---------------- | ---------------- |
| 1932               | Los Ángeles (Estados Unidos)   | Medalla de oro   | Star             |
| Campeonato Mundial |                                |                  |                  |
| Año                | Lugar                          | Medalla          | Clase            |
| 1928               | Newport Beach (Estados Unidos) | Medalla de oro   | Star             |
| 1929               | Nueva Orleans (Estados Unidos) | Medalla de plata | Star             |